# First Steps with the Mr. Men
First Steps with the Mr. Men è un videogioco educativo per bambini pubblicato nel 1983-1985 da Mirrorsoft per diversi home computer, basato sulla serie di libri Mr. Men di Roger Hargreaves.

## Modalità di gioco
Si tratta di una raccolta di 4 giochi indipendenti, ciascuno con protagonista un personaggio di Mr. Men. Tutti i giochi sono a schermata fissa e si controllano con la tastiera; le confezioni originali includono una maschera da sovrapporre alla tastiera per evidenziare i tasti da usare.
- Mr. Greedy's Ice-Cream Hunt: il giocatore muove Mr. Greedy in orizzontale o verticale per raggiungere un cono gelato. Preso un gelato si passa a un altro, e sullo schermo si aggiungono pareti che rendono il percorso sempre più complesso.
- Mr. Silly's Hat Game: viene mostrata una serie di scaffali con cappelli, Mr. Silly mostra di volta in volta un'immagine di quale cappello desidera, e il giocatore deve trovarlo sugli scaffali spostando un cursore.
- Mr. Forgetful's Wardrobe Game: una specie di Memory, ma al posto delle carte ci sono due file di armadi chiusi, ciascuno contenente una scarpa, calza o simili. Il giocatore, spostando Mr. Forgetful, apre due armadi alla volta, nel tentativo di trovare paia di indumenti uguali, altrimenti gli armadi si richiudono.
- Mr. Forgetful's Letter Game: una variante del precedente, con lettere dell'alfabeto al posto degli indumenti.

## Serie
Nello stesso periodo Mirrorsoft pubblicò un'intera serie di titoli dedicati a Mr. Men (gli elenchi di piattaforme derivano da verifiche nei vari siti web sotto citati, ma potrebbero non essere completi):
- First Steps with the Mr. Men (Atari, BBC, C64, CPC, Electron, MSX, ZX)
- Here and There with the Mr. Men (BBC, C64, CPC, Electron, MSX, ZX)
- Word Games with the Mr. Men (BBC, C64, Electron, ZX)
- Mr. Men Magic Storymaker (BBC, Electron, ZX)
- The Invisible Mr. Men (BBC, ZX)
- Hi Bouncer (BBC, C64)